# 1998-as Formula–1 világbajnokság
Az 1998-as Formula–1-es szezon volt a 49. FIA Formula–1 világbajnoki szezon. 1998. március 8-tól november 1-jéig tartott, és tizenhat futamból állt.
A korábbi évekhez képest kissé felbolydultak az erőviszonyok, köszönhetően a szabályváltozásoknak is. Mika Häkkinen első világbajnokságát nyerte, még a gyártók versenyében a McLaren hét év után lett újra bajnok. A csapatnak ezután 24 évet kellett várnia a következő konstruktőri győzelemre. A Renault kivonulása után gyári motorpartner nélkül, továbbá Adrian Newey távozásával vezető tervezője hiányában a Williams egyetlen futamot sem tudott nyerni. Ebben az évben debütált Takagi Toranoszuke és Esteban Tuero.
Az 1998-as szezonban tizenkét nemzet huszonhárom versenyzője vett részt. Legnagyobb számban Nagy-Britannia képviselte magát, négy versenyzőjével, de Brazília és Németország is három-három fővel voltak jelen.

## Csapatok és versenyzők
| Csapat                       | Konstruktőr         | Modell | Motor                 | Gumi | Rajtszám | Pilóta                | Teszt pilóták                   |
| ---------------------------- | ------------------- | ------ | --------------------- | ---- | -------- | --------------------- | ------------------------------- |
| Winfield Williams            | Williams-Mecachrome | FW20   | Mecachrome GC37-01    | G    | 1        | Jacques Villeneuve    | Juan Pablo Montoya Max Wilson   |
| Winfield Williams            | Williams-Mecachrome | FW20   | Mecachrome GC37-01    | G    | 2        | Heinz-Harald Frentzen | Juan Pablo Montoya Max Wilson   |
| Scuderia Ferrari Marlboro    | Ferrari             | F300   | Ferrari 047           | G    | 3        | Michael Schumacher    | Luca Badoer                     |
| Scuderia Ferrari Marlboro    | Ferrari             | F300   | Ferrari 047           | G    | 4        | Eddie Irvine          | Luca Badoer                     |
| Mild Seven Benetton Playlife | Benetton-Playlife   | B198   | Playlife GC37-01      | B    | 5        | Giancarlo Fisichella  | nem volt                        |
| Mild Seven Benetton Playlife | Benetton-Playlife   | B198   | Playlife GC37-01      | B    | 6        | Alexander Wurz        | nem volt                        |
| West McLaren Mercedes        | McLaren-Mercedes    | MP4/13 | Mercedes FO110G       | B    | 7        | David Coulthard       | Ricardo Zonta Nick Heidfeld     |
| West McLaren Mercedes        | McLaren-Mercedes    | MP4/13 | Mercedes FO110G       | B    | 8        | Mika Häkkinen         | Ricardo Zonta Nick Heidfeld     |
| Benson and Hedges Jordan     | Jordan-Mugen-Honda  | 198    | Mugen-Honda MF-301 HC | G    | 9        | Damon Hill            | Pedro de la Rosa                |
| Benson and Hedges Jordan     | Jordan-Mugen-Honda  | 198    | Mugen-Honda MF-301 HC | G    | 10       | Ralf Schumacher       | Pedro de la Rosa                |
| Gauloises Prost Peugeot      | Prost-Peugeot       | AP01   | Peugeot A16           | B    | 11       | Olivier Panis         | Stéphane Sarrazin               |
| Gauloises Prost Peugeot      | Prost-Peugeot       | AP01   | Peugeot A16           | B    | 12       | Jarno Trulli          | Stéphane Sarrazin               |
| Red Bull Sauber Petronas     | Sauber-Petronas     | C17    | Petronas SPE-01D      | G    | 14       | Jean Alesi            | Jörg Müller                     |
| Red Bull Sauber Petronas     | Sauber-Petronas     | C17    | Petronas SPE-01D      | G    | 15       | Johnny Herbert        | Jörg Müller                     |
| Danka Zepter Arrows          | Arrows              | A19    | Arrows T2-F1          | B    | 16       | Pedro Diniz           | Emmanuel Collard Stephen Watson |
| Danka Zepter Arrows          | Arrows              | A19    | Arrows T2-F1          | B    | 17       | Mika Salo             | Emmanuel Collard Stephen Watson |
| Stewart Ford                 | Stewart-Ford        | SF02   | Ford VJ Zetec-R       | B    | 18       | Rubens Barrichello    | nem volt                        |
| Stewart Ford                 | Stewart-Ford        | SF02   | Ford VJ Zetec-R       | B    | 19       | Jan Magnussen         | nem volt                        |
| Stewart Ford                 | Stewart-Ford        | SF02   | Ford VJ Zetec-R       | B    | 19       | Jos Verstappen        | nem volt                        |
| Tyrrell                      | Tyrrell-Ford        | 026    | Ford JD Zetec-R       | G    | 20       | Ricardo Rosset        | nem volt                        |
| Tyrrell                      | Tyrrell-Ford        | 026    | Ford JD Zetec-R       | G    | 21       | Takagi Toranoszuke    | nem volt                        |
| Fondmetal Minardi Team       | Minardi-Ford        | M198   | Ford JD Zetec-R       | B    | 22       | Nakano Sindzsi        | Laurent Redon                   |
| Fondmetal Minardi Team       | Minardi-Ford        | M198   | Ford JD Zetec-R       | B    | 23       | Esteban Tuero         | Laurent Redon                   |

### Csapatváltozások
- 1997 végével a Renault kivonult a sportágból, miután a cégcsoport egy privatizációs tervet hajtott éppen végre. Emiatt a két csapat, amely az ő motorjukat használta, kénytelen volt más megoldás után nézni. A Williams úgy döntött, hogy a Mecachrome-mal lép partnerségre, amely a legutolsó, RS9-es jelölésű Renault-motort fejlesztette tovább és vette a saját nevére. A Benetton ugyanígy döntött, azonban ők a motorokat Playlife névre címkézték át, amely a Benetton egyik ruhamárkája volt. Se a Williams, se a Benetton nem tudta ezt követően megközelíteni a korábbi sikereiket. 2000-ben aztán a Renault újra visszatért és részesedést vásárolt a Benettonban, majd 2002-ben újra a nevére vette azt, de más csapatoknak egészen 2007-ig nem adott motort.
- Az Arrows felvásárolta a Hart motorgyártó üzemét, és saját magának gyártott vele motorokat, szintén Arrows néven[3].
- A Prost és a Jordan motorbeszállítót cseréltek: a Prost a Peugeot-val, a Jordan a Mugen-Hondával állapodott meg.
- A Minardi Hart-motorokról Ford-motorokra váltott.
- Ken Tyrrell eladta csapatát a British American Tobacco dohánygyár vezetésével alakult befektetői csoportnak, amely a következő évtől British American Racing (BAR) néven nevezett. Ebben az évben azonban még mint Tyrrell versenyeztek.

### Pilótaváltozások
- Gerhard Berger visszavonult, a Benetton pedig elengedte Jean Alesit is, aki a Sauberhez távozott. A csapat két új versenyzője Giancarlo Fisichella és Alexander Wurz lett.
- A Jordan Fisichella helyére Damon Hillt igazolta le, aki az Arrows-tól érkezett. Az Arrows az ő pótlására Mika Salót hozta.
- Habár Ken Tyrrell szerette volna, hogy maradjon, Jos Verstappent kirúgta az idény előtt az új vezetés, Ricardo Rosset szerződtetése mellett. A csapat másik pilótája Toranoszuke Takagi lett. Verstappen sem maradt sokáig ülés nélkül, mert a szezon közepén ő váltotta Jan Magnussent a Stewartnál.
- A Prost megvált Nakano Sindzsitől, és a helyére leigazolta Jarno Trullit, aki már az előző évben is beugrott, Olivier Panis sérülésekor. Nakano Trulli régi csapatához, a Minardihoz került, Katajama Ukjó visszavonulása után. Partnere az újonc Esteban Tuero lett.

## Szabályváltozások
- Újra bevezették 1970 után a bordázott gumiabroncsot a slick gumik helyett. Az első gumikon három, a hátsókon négy hosszirányú bordának kellett lennie. A cél az volt, hogy csökkenjen a kanyarsebesség és így nőjön a biztonság. A slick gumik majd csak 2009-ben tértek vissza. A McLaren és a Benetton is gumiszállítót cserélt, Bridgestone-ra váltottak, a Ferrari viszont maradt a Goodyear-nél, így előállt az a helyzet, hogy a bajnoki riválisok eltérő gumiszállítóval dolgoztak.
- Az autók tengelytávját 200-ról 180 cm-re csökkentették, így azok keskenyebbek lettek. Ennek köszönhetően kevésbé lehetett kihasználni a leszorítóerőt, de a kisebb autóknak több helye volt a pályán, ami több előzési lehetőséget biztosított.
- Több szabályt is előírtak a fékekre, hogy azok hatékonyságát regulázzák. A cél az előzés megkönnyítése és a költségcsökkentés volt[4].
- Mostantól mindegyik csapatnak kötelezően fel kellett szerelnie egy kamerát a motorborítás tetejére, amelynek alakját I-ről a sokkal aerodinamikusabb T-re cseréltek.
- Betiltották az úgynevezett X-szárnyakat, amelyek a Tyrrell kezdeményezésére jelentek meg először még az előző idényben, az oldaldobozokra rögzítve[5].
- Nem maximalizálták a szabadedzéseken megtehető körök számát[6].

## A szezon
Már az első versenyen egyértelmű volt, hogy a McLaren alkalmazkodott a legjobban az új szabályokhoz. Pilótái kibérelték az időmérőn az első sort, a pole-ból induló Häkkinen, de még Coulthard is fél másodpercet adott a harmadik Schumachernek. A versenyben sokáig vezető Häkkinen a 36. körben tévedésből kijött a boxba, az időveszteség pedig eég volt ahhoz, hogy Coulthard átvegye a vezetést. Egy, a verseny előtt kötött megállapodásuknak eleget téve azonban visszanegedte őt az élre, így Häkkinen nyert. Az eredménnyel szemben a riválisok óvást nyújtottak be, de elutasították.
Brazíliában ugyanez volt a helyzet: első sor, tönkrevert mezőny, Häkkinen győzelme. Ekkor azonban egy botrány volt alakulóban a McLaren fékei körül: egy harmadik fékpedállal képesek voltak külön-külön fékezni az első és a hátsó fékeket, akár a kanyarokban is, ami nem volt megengedett. A csapat beleegyezett, hogy kiveszi a technikát az autóiból, de a dominanciájuk megmaradt.
Argentínában változott a helyzet: a Goodyear új abroncsai remekül működtek a Ferrarin, így Schumacher győzni tudott, Häkkinen csak második lett, Irvine pedig harmadik. Coulthard, aki egy Schumacherrel való összeakaszkodást követően még a verseny elején megpördült, csak hatodik lett. Imolában aztán Coulthard nyert pole pozícióból, Schumacher és Irvine előtt. Häkkinen a váltó hibája miatt feladni kényszerült a futamot. A spanyol és a monacói nagydíjakon azonban ellentmondást nem tűrően győzött, és kényelmes előnyre tett szert a tabellán.
A kanadai, francia és brit nagydíjakat ezután Schumacher nyerte meg, és szerencséjére a McLaren versenyzőit technikai meghibásodások és vezetői hibák fosztották meg az értékes pontoktól. Ennek a vége az lett, hogy Schumacher és Häkkinen közt a különbség két pontra apadt, Coulthard viszont már 26 ponttal volt lemaradva, így az ő esélyei a bajnoki címre matematikaivá váltak.
Az osztrák és a német nagydíjakon a McLaren megmutatta, hogy azért még mindig övék a legerősebb autó. A magyar nagydíjon aztán, köszönhetően a zseniális boxtaktikának, Schumacher győzelmet aratott, míg Häkkinen csak hatodik lett. Ezután következett a belga nagydíj, a sportág történetének egyik legnagyobb rajtbalesetével. Az esős körülmények közt megrendezett futamon a fél mezőny összeütközött a rajtot követően, négyen már el sem tudtak rajtolni az újraindításnál, amelyre csak egy óra múlva került sor a tartalékautók hiánya miatt. A versenyen sok kieső volt, köztük Häkkinen már a rajt után, Coulthard és Schumacher pedig egy lekörözéskor ütköztek össze és estek ki. A három keréken a boxutcába evickélő Schumacher indulatosan ment volna számonkérni Coulthardot. A futam meglepő befutót hozott: Damon Hill nyert a Jordannel, a második helyre a csapattársa, Ralf Schumacher ért oda, a harmadik pedig Alesi lett a Sauberrel.
Schumacher Monzában győzelemmel tért vissza, Häkkinen pedig, aki a második helyen haladt, két megpördülés miatt, amit fékhiba okozott, csak negyedik lett. Két versennyel a vége előtt a két bajnoki rivális pontegyenlőséggel állt a táblázat élén, és a Ferrarinak még a konstruktőri címre is esélye volt. A luxembugi nagydíjon aztán Häkkinen újra győzni tudott, így Japánba is ő érkezett esélyesebbként. Végül világbajnok lett, miután a rajtnál Schumacher beragadt, majd egy defekt miatt fel kellett adnia a futamot.
Ez lett Häkkinen első bajnoki címe, a McLaren számára a nyolcadik konstruktőri bajnoki cím. Az 1997-es bajnokcsapat Williams pocsék idényen volt túl, mindössze kétszer állhattak fel a dobogóra, de a konstruktőri harmadik helyezést azért sikerült megszerezniük.

## Futamok
| #   | Futam                | Időpont        | Helyszín                  | Győztes versenyző  | Konstruktőr        | Összefoglaló |
| --- | -------------------- | -------------- | ------------------------- | ------------------ | ------------------ | ------------ |
| 615 | ausztrál nagydíj     | Március 8.     | Melbourne                 | Mika Häkkinen      | McLaren-Mercedes   | Összefoglaló |
| 616 | brazil nagydíj       | Március 29.    | Interlagos                | Mika Häkkinen      | McLaren-Mercedes   | Összefoglaló |
| 617 | argentin nagydíj     | Április 12.    | Oscar Gálvez              | Michael Schumacher | Ferrari            | Összefoglaló |
| 618 | San Marinó-i nagydíj | Április 26.    | Imola                     | David Coulthard    | McLaren-Mercedes   | Összefoglaló |
| 619 | spanyol nagydíj      | Május 10.      | Catalunya                 | Mika Häkkinen      | McLaren-Mercedes   | Összefoglaló |
| 620 | monacói nagydíj      | Május 24.      | Monaco                    | Mika Häkkinen      | McLaren-Mercedes   | Összefoglaló |
| 621 | kanadai nagydíj      | Június 7.      | Circuit Gilles Villeneuve | Michael Schumacher | Ferrari            | Összefoglaló |
| 622 | francia nagydíj      | Június 28.     | Magny-Cours               | Michael Schumacher | Ferrari            | Összefoglaló |
| 623 | brit nagydíj         | Július 12.     | Silverstone               | Michael Schumacher | Ferrari            | Összefoglaló |
| 624 | osztrák nagydíj      | Július 26.     | A1-Ring                   | Mika Häkkinen      | McLaren-Mercedes   | Összefoglaló |
| 625 | német nagydíj        | Augusztus 2.   | Hockenheimring            | Mika Häkkinen      | McLaren-Mercedes   | Összefoglaló |
| 626 | magyar nagydíj       | Augusztus 16.  | Hungaroring               | Michael Schumacher | Ferrari            | Összefoglaló |
| 627 | belga nagydíj        | Augusztus 30.  | Spa-Francorchamps         | Damon Hill         | Jordan-Mugen-Honda | Összefoglaló |
| 628 | olasz nagydíj        | Szeptember 13. | Monza                     | Michael Schumacher | Ferrari            | Összefoglaló |
| 629 | luxemburgi nagydíj   | Szeptember 27. | Nürburgring               | Mika Häkkinen      | McLaren-Mercedes   | Összefoglaló |
| 630 | japán nagydíj        | November 1.    | Suzuka                    | Mika Häkkinen      | McLaren-Mercedes   | Összefoglaló |

- Eredetileg a portugál nagydíj lett volna a szezon legutolsó versenye, október 11-én. Azonban akárcsak az előző évben, ezúttal is elmaradt, mert a portugál kormány nem volt hajlandó kifizetni a pálya biztonságosabbá tételével összefüggő átalakítások költségét. Emiatt az utolsó verseny előtt öthetes szünet következett. Portugália legközelebb csak 2020-ban rendezhetett versenyt.
- Ebben az évben nem került megrendezésre az európai nagydíj, hat év után először, mert a Nürburgring ezúttal is mint luxemburgi nagydíj szerepelt a naptárban[7].

## Bajnokság végeredménye

### Versenyzők
Pontozás:
| Helyezés | 1. | 2. | 3. | 4. | 5. | 6. | 7.-20. |
| -------- | -- | -- | -- | -- | -- | -- | ------ |
| Pont     | 10 | 6  | 4  | 3  | 2  | 1  | 0      |

| Helyezés | Versenyző    | AUS | BRA | ARG | SMR | ESP | MON | CAN | FRA | GBR | AUT | GER | HUN | BEL | ITA | LUX | JPN | Pont |
| -------- | ------------ | --- | --- | --- | --- | --- | --- | --- | --- | --- | --- | --- | --- | --- | --- | --- | --- | ---- |
| 1        | Häkkinen     | 1   | 1   | 2   | ki  | 1   | 1   | ki  | 3   | 2   | 1   | 1   | 6   | ki  | 4   | 1   | 1   | 100  |
| 2        | M.Schumacher | ki  | 3   | 1   | 2   | 3   | 10  | 1   | 1   | 1   | 3   | 5   | 1   | ki  | 1   | 2   | ki  | 86   |
| 3        | Coulthard    | 2   | 2   | 6   | 1   | 2   | ki  | ki  | 6   | ki  | 2   | 2   | 2   | 7   | ki  | 3   | 3   | 56   |
| 4        | Irvine       | 4   | 8   | 3   | 3   | ki  | 3   | 3   | 2   | 3   | 4   | 8   | ki  | ki  | 2   | 4   | 2   | 47   |
| 5        | Villeneuve   | 5   | 7   | ki  | 4   | 6   | 5   | 10  | 4   | 7   | 6   | 3   | 3   | ki  | ki  | 8   | 6   | 21   |
| 6        | Hill         | 8   | kiz | 8   | 10  | ki  | 8   | ki  | ki  | ki  | 7   | 4   | 4   | 1   | 6   | 9   | 4   | 20   |
| 7        | Frentzen     | 3   | 5   | 9   | 5   | 8   | ki  | ki  | 15  | ki  | ki  | 9   | 5   | 4   | 7   | 5   | 5   | 17   |
| 8        | Wurz         | 7   | 4   | 4   | ki  | 4   | ki  | 4   | 5   | 4   | 9   | 11  | 16  | ki  | ki  | 7   | 9   | 17   |
| 9        | Fisichella   | ki  | 6   | 7   | ki  | ki  | 2   | 2   | 9   | 5   | ki  | 7   | 8   | ki  | 8   | 6   | 8   | 16   |
| 10       | R.Schumacher | ki  | ki  | ki  | 7   | 11  | ki  | ki  | 16  | 6   | 5   | 6   | 9   | 2   | 3   | ki  | ki  | 14   |
| 11       | Alesi        | ki  | 9   | 5   | 6   | 10  | 12  | ki  | 7   | ki  | ki  | 10  | 7   | 3   | 5   | 10  | 7   | 9    |
| 12       | Barrichello  | ki  | ki  | 10  | ki  | 5   | ki  | 5   | 10  | ki  | ki  | ki  | ki  | ni  | 10  | 11  | ki  | 4    |
| 13       | Salo         | ki  | ki  | ki  | 9   | ki  | 4   | ki  | 13  | ki  | ki  | 14  | ki  | ni  | ki  | 14  | ki  | 3    |
| 14       | Diniz        | ki  | ki  | ki  | ki  | ki  | 6   | 9   | 14  | ki  | ki  | ki  | 11  | 5   | ki  | ki  | ki  | 3    |
| 15       | Herbert      | 6   | 11  | ki  | ki  | 7   | 7   | ki  | 8   | ki  | 8   | ki  | 10  | ki  | ki  | ki  | 10  | 1    |
| 16       | Trulli       | ki  | ki  | 11  | ki  | 9   | ki  | ki  | ki  | ki  | 10  | 12  | ki  | 6   | 13  | ki  | 12  | 1    |
| 17       | Magnussen    | ki  | 10  | ki  | ki  | 12  | ki  | 6   |     |     |     |     |     |     |     |     |     | 1    |
| 18       | Nakano       | ki  | ki  | 13  | ki  | 14  | 9   | 7   | 17  | 8   | 11  | ki  | 15  | 8   | ki  | 15  | ki  | 0    |
| 19       | Tuero        | ki  | ki  | ki  | 8   | 15  | ki  | ki  | ki  | ki  | ki  | 16  | ki  | ki  | 11  | hn  | ki  | 0    |
| 20       | Rosset       | ki  | ki  | 14  | ki  | nk  | nk  | 8   | ki  | ki  | 12  | nk  | nk  | ni  | 12  | ki  | nk  | 0    |
| 21       | Takagi       | ki  | ki  | 12  | ki  | 13  | 11  | ki  | ki  | 9   | ki  | 13  | 14  | ki  | 9   | 16  | ki  | 0    |
| 22       | Panis        | 9   | ki  | 15  | 11  | 16  | ki  | ki  | 11  | ki  | ki  | 15  | 12  | ni  | ki  | 12  | 11  | 0    |
| 23       | Verstappen   |     |     |     |     |     |     |     | 12  | ki  | ki  | ki  | 13  | ki  | ki  | 13  | ki  | 0    |
| Helyezés | Versenyző    | AUS | BRA | ARG | SMR | ESP | MON | CAN | FRA | GBR | AUT | GER | HUN | BEL | ITA | LUX | JPN | Pont |

### Konstruktőrök
|    | Gyártó              | Modell | Gumi | Győzelem | Dobogó | Pole pozíció | Leggy. kör | Pont |
| -- | ------------------- | ------ | ---- | -------- | ------ | ------------ | ---------- | ---- |
| 1  | McLaren-Mercedes    | MP4/13 | B    | 9        | 20     | 12           | 9          | 156  |
| 2  | Ferrari             | F300   | G    | 6        | 19     | 3            | 6          | 133  |
| 3  | Williams-Mecachrome | FW20   | G    |          | 3      |              |            | 38   |
| 4  | Jordan-Mugen-Honda  | 198    | G    | 1        | 3      |              |            | 34   |
| 5  | Benetton-Playlife   | B198   | B    |          | 2      | 1            | 1          | 33   |
| 6  | Sauber-Petronas     | C17    | G    |          | 1      |              |            | 10   |
| 7  | Arrows              | A19    | B    |          |        |              |            | 6    |
| 8  | Stewart-Ford        | SF02   | B    |          |        |              |            | 5    |
| 9  | Prost-Peugeot       | AP01   | B    |          |        |              |            | 1    |
| 10 | Minardi-Ford        | M198   | B    |          |        |              |            |      |
| 11 | Tyrrell-Ford        | 026    | G    |          |        |              |            |      |

## Közvetítések
Az 1998-as szezonban továbbra is az MTV rendelkezett a közvetítési jogokkal. Valamennyi időmérő edzés és futam az MTV1 csatornán került képernyőre, többnyire élőben, kivéve az ausztrál nagydíjat és az amerikai kontinensen rendezett futamokat, amelyeket felvételről sugároztak. A versenyeket a budapesti stúdióból kommentálták, kivéve a magyar nagydíjat. A kommentátorok Dávid Sándor és Palik László voltak, néhány alkalommal Frankl András is közreműködött.

## Videók
- A szezon összefoglalója. YouTube